# Erik Blomberg
Erik Blomberg (ur. 18 września 1913 w Helsinkach, zm. 12 października 1996 w Kuusjoki) – fiński operator filmowy, producent, reżyser i scenarzysta. Był mężem aktorki Mirjami Kuosmanen.

## Wybrana filmografia
- Biały ren (Valkoinen peura) (1952)